# Giusto un giro
Giusto un giro è un singolo del rapper italiano Marracash, pubblicato il 22 giugno 2012 come quarto estratto dal terzo album in studio King del rap.

## Descrizione
Sesta traccia di King del rap, Giusto un giro ha visto la partecipazione vocale del rapper italiano Emis Killa e ha ricevuto un videoclip, pubblicato nella stessa data di pubblicazione del singolo e diretto da Gaetano Morbioli.

## Video musicale
Il video è girato con una visuale in prima persona e inizia con Marracash che, in seguito a una serata piena di eccessi, sviene durante un rapporto con due ragazze. Il video prosegue con lo stesso rapper che si sveglia e ripercorre la giornata percorsa prima di essere svenuto.

## Classifiche
| Classifica (2012) | Posizione massima |
| ----------------- | ----------------- |
| Italia            | 65                |